# Charlotte des Georges
 (décembre 2018).
Charlotte des Georges, née en 1974 à Neuilly-sur-Seine (Hauts-de-Seine), est une actrice et romancière française.

## Biographie

### Naissance
Charlotte des Georges est née dans une famille d'ancienne bourgeoisie originaire du duché de Savoie, issue de François Marie des Georges (1686-1767), châtelain des Marches, vassal du marquis de Bellegarde (Savoie).

### Carrière
Après des études de lettres modernes à la Sorbonne, en 1997, elle suit une formation d'art dramatique au Michael Howard Studio à New York, puis elle crée en 1999 une compagnie théâtrale sous le nom de la Compagnie générale de théâtre. Premiers pas au cinéma dans Quand on sera grand de Renaud Cohen, puis Rire et Châtiment d'Isabelle Doval et Tous les hommes sont des romans d'Alain Riou. En 2003, Faut qu’ça change est son premier spectacle solo.
En 2024, elle publie son premier roman Chiens de meute.

### Formation
- Studio-théâtre d'Asnières sous la direction de JLM Barbaz
- Mickael Howard Studio, New-York, avec David Shiner et Deborah Kampmeier
- Giles Foreman Centre for Acting à Londres
- Stage avec Jean-Pierre Améris dans le cadre d’Émergence
- Caligari Production sous la direction de Hans-Peter Cloos
- Art et lumière sous la direction de Dominique Leverd
- Pygmalion dirigé par P. E. Luneau

## Filmographie

### Cinéma

#### Longs métrages
- 2000 : Quand on sera grand de Renaud Cohen
- 2000 : Malraux, tu m'étonnes ! de Michèle Rosier
- 2003 : Rire et Châtiment d’Isabelle Doval
- 2004 : L’un reste, l’autre part de Claude Berri
- 2005 : Essaye-moi de Pierre-François Martin-Laval
- 2006 : Tous les hommes sont des romans d’Alain Riou et Renan Pollès
- 2008 : Coco de Gad Elmaleh
- 2013 : Denis de Lionel Bailliu
- 2015 : Pourquoi j'ai pas mangé mon père de Jamel Debbouze : Fleura et Victoire (voix)
- 2023 : Comme par magie de Christophe Barratier : Sylvie

#### Courts métrages
- C’était là (Émergence 2004) de Marc Gibaja
- La Vache qui pleure de Stanislas Carré de Malberg
- Action de Pascal Chauveau
- La Dictature du bruit de C. A. le Maoult
- Un petit moment de faiblesse d’Éric Noël
- Comme des lions de Marino Giardinalli
- Les oiseaux font cui cui quand ça leur chante de Marino Giardinelli

### Télévision
- 2000 : Petit Ben d'Ismaël Ferroukhi : une fille dans la boîte de jazz
- 2000 : Mes pires potes de Gérard Pullicino
- 2000 : Les Bœuf-carottes, épisode La Fée du logis réalisé par Christian Faure : l'amie de Moktar
- 2001 : L’Aîné des Ferchaux de Bernard Stora : Fille Genève
- 2003 : Un été de canicule, mini-série réalisée par Sébastien Grall : infirmière
- 2007 : La Boutique de Michelle et Michel de Charlotte des Georges, Cyrille de Lasteyrie et Patrice Thibaud : Michelle
- 2013 - 2015 : Pep's, série créée par Emmanuelle Rey-Magnan et Pascal Fontanille : Valérie Desmoulin
- 2015 : Une chance de trop de François Velle, d’après Harlan Coben : capitaine Florence Romano
- 2016 : Le Sang de la vigne, épisode Retour à Nantes réalisé par Klaus Biedermann : Gloria Guillemin
- 2017 : L'Accident d'Edwin Baily : Sabine
- 2017 - 2019 : On va s'aimer un peu, beaucoup..., série créée par Emmanuelle Rey-Magnan et Pascal Fontanille : Me Sofia Lorenzi
- 2019 : Demain nous appartient : Ambre Desperet
- 2021 : Face à face de July Hygreck et Julien Zidi
- 2023 : Les enragés d’Arbois de Laurence Katrian : Laure
- 2026 : Un crime (presque) parfait de Christophe Douchand

## Théâtre
- L'art de rompre , seule en scène - Avignon 2018 - Mise en scène Benjamin Guillard.
- Tu seras un homme ma fille (spectacle solo) -
- Paris j’adooore ! (spectacle solo)
- Tout n'est pas rose (spectacle solo) - mise en scène de Patrice Thibaud
- Faut que ça change (spectacle solo) - mise en scène de Damien Acoca
- Correspondance à trois, d’après Boris Pasternak, Rainer Maria Rilke et Marina Tsvétaïeva - adaptation et mise en espace de Gérald Garutti, Rencontres littéraires de Brangues
- J’veux pas être seule - Jean-Christophe Emo
- Surprise et Conséquences - Sandrine Martin & Bruno Biche
- Chroniques des jours entiers, des nuits entières - SL. Tessier d’Orgueil
- Amadeus - Deborah Kampmeier

## Radio
- Europe 1 : 18/20 avec Nicolas Demorand - Chronique quotidienne  / Billet d'humeur.
- France Inter : Fou du Roi avec Stephane Bern - Chronique quotidienne  / Billet d'humeur.
- RTL : A la bonne heure avec Stephane Bern - Chronique quotidienne  / Billet d'humeur.